# Ines de Castro (Persiani)
Ines de Castro è un'opera in tre atti di Giuseppe Persiani, su libretto di Salvatore Cammarano. La prima rappresentazione ebbe luogo al Teatro San Carlo di Napoli 27 gennaio 1835.

## Trama
La scena è parte nella reggia di Coimbra, parte nel castello di Ines. L'epoca rimonta al 1349
La trama narra dell'amore segreto fra Ines de Castro e l'erede al trono di Portogallo, don Pedro, che pur essendo già promesso all'infante di Castiglia Bianca, ha avuto con Ines due bambini e con lei si è sposato in gran segreto. Il padre di Pedro, re Alfonso, è informato dal perfido Gonzales della relazione segreta, e fa rapire da questi i fanciulli; quando dunque Ines irrompe a corte, disperata, alla ricerca dei propri figli, rende palese la tresca fra lei e Pedro, e viene tratta in arresto. Il dolore della giovane madre muove tuttavia a pietà Alfonso e Bianca, che decidono di lasciarla libera e di sposare il suo amato. Ma Gonzales, vedendo che la sua trama è fallita, decide di far bere un veleno ad Ines e trucidare i due fanciulli. Alfonso muore dal dolore, e Pedro, divenuto il nuovo re, giura di punire Gonzales, fuggito da corte dopo l'omicidio, e vendicare i figli, il padre ed Ines, che nel frattempo, fra le agonie del veleno, è caduta nel delirio. Nel comune orrore, la ragazza muore, mentre Pedro si scaglia contro Gonzales, raggiunto e catturato, e lo uccide.

## Struttura musicale
- Sinfonia

### Atto I
- N. 1 - Introduzione Quale oltraggio! Il saluto non rende... (Coro, Gonzales)
- N. 2 - Cavatina di Alfonso Le tue smanie, il lungo pianto (Alfonso, Gonzales, Coro)
- N. 3 - Cavatina di Ines Quando il core in te rapito (Ines, Coro)
- N. 4 - Duetto fra Ines e Pedro Che non dice al cor tremante (Ines, Pedro, Coro)
- N. 5 - Finale I Dalla gioja si diffonda (Coro, Bianca, Alfonso, Gonzales, Rodrigo, Pedro, Ines, Elvira)

### Atto II
- N. 6 - Duetto fra Alfonso e Pedro Tanto dunque, o figlio audace (Alfonso, Pedro, Rodrigo, Coro)
- N. 7 - Romanza di Ines Nel dolore è scorsa intera
- N. 8 - Terzetto fra Bianca, Ines ed Alfonso Di due re gli sdegni, l'ire

### Atto III
- N. 9 - Introduzione Nefando eccesso! empio! inaudito! (Coro)
- N. 10 - Aria di Pedro L'orror mi rese immobile (Pedro, Coro, Rodrigo)
- N. 11 - Aria Finale di Ines Prence perché sì mesto (Ines, Elvira, Coro, Bianca, Pedro, Gonzales, Rodrigo)

## Versioni successive
Nel 1851 l'opera fu riadattata sotto il nome di Malvina di Scozia, spostando l'ambientazione nella Scozia del IX secolo per superare la censura, mutando i personaggi di Pedro, Ines, Alfonso, Bianca, Gonzales, Elvira e Rodrigo in Arturo, Malvina, Malcolm, Morna, Wortimer, Edwige e Rodwaldo rispettivamente, tagliando largamente la parte del basso ed allargando quella della rivale della protagonista, e soprattutto mutando la vocalità Bianca/Morna da soprano a mezzosoprano, di Ines/Malvina da contralto a soprano e di Pedro/Arturo da quella di tenore a quella di baritono, più inusuale per un primo amoroso, per via di problemi di cast relativi alla prima.